# 扎爾尼夫卡河
扎爾尼夫卡河（烏克蘭語：Жарнівка），是烏克蘭西部的河流，屬於德涅斯特河的左支流。該河流經赫梅利尼茨基州的卡緬涅茨-波多利斯基區，河道全長19公里，流域面積72.9平方公里。